# Jack Yonezuka
Jack Yonezuka (20 de maio de 2003) é um judoca norte-americano. Competiu nos Jogos Olímpicos de Verão de 2024 em Paris. Foi eliminado na primeira fase pelo moldavo Adil Osmanov.
Conquistou a medalha de bronze nos Mundiais de Juniores de 2022, em Guayaquil, em 2022, e a prata em 2023, em Portugal. Conquistou a medalha de ouro no Open de África, em Tunes, em 2023. Jack triunfou no Open Pan-Americano em Córdoba, em 2023. Jack conquistou a medalha de ouro na Taça da Europa de Juniores em Skopje, em 2023. Foi medalha de bronze no Open da Oceânia, em Perth, em 2023, e bronze no Grand Prix Upper Austria, em Linz, em 2024. O seu pai Nicolas foi atleta olímpico em 1980 e o seu irmão Nicolas Jr. também compete no circuito mundial da IJF.